# Таро, Герда
Герда Таро (англ. Gerda Taro, настоящее имя Gerda Pohorylle; 1 августа 1910, Штутгарт — 26 июля 1937, недалеко от Брунете, Испания) — немецкий фотограф-антифашист еврейского происхождения. Близкая подруга Роберта Капы. Первая женщина — военный фотожурналист.

## Юность
Дочь еврейских эмигрантов из Галиции. В 1929 году её семья переезжает из Штутгарта в Лейпциг, однако и там не может укрыться от растущего антисемитизма нацистов. В ответ на это Герда присоединяется к оппозиционным группам левого толка. В 1933 году её арестовывают по обвинению в распространении антинацистской пропаганды. Однако, она и в этой ситуации находит способ сопротивления нацизму — выказывая своё презрение к фашистским порядкам, Герда Таро отправляется в тюрьму на высоких каблуках и в макияже.

## Карьера фотографа
В 1934 году она вынуждена переехать в Париж, где в 1935 году встречает Эндре Фридмана. Они вместе изучают фотоискусство и придумывают псевдоним «американского журналиста Роберта Капу», от чьего имени и продают свои фотографии.

## Гражданская война в Испании
В 1936 году Герда Таро и Роберт Капа едут в Испанию и работают там на фронтах гражданской войны.
Там она знакомится с Хемингуэем и Оруэллом.

## Гибель
25 июля 1937 года разбитые части республиканцев отступали от г. Брунете. Среди суматохи и неразберихи один из танков зацепил машину с ранеными, в которой ехала и Герда Таро. Получив серьёзные травмы, она скончалась на следующий день 26 июля.
1 августа, когда ей должно было исполниться 27 лет, Французская коммунистическая партия организовала её похороны в Париже на кладбище Пер-Лашез. C надгробными речами выступили Пабло Неруда и Луи Арагон.

Фотографии Герды Таро, сделанные в Испании в 1936—1937
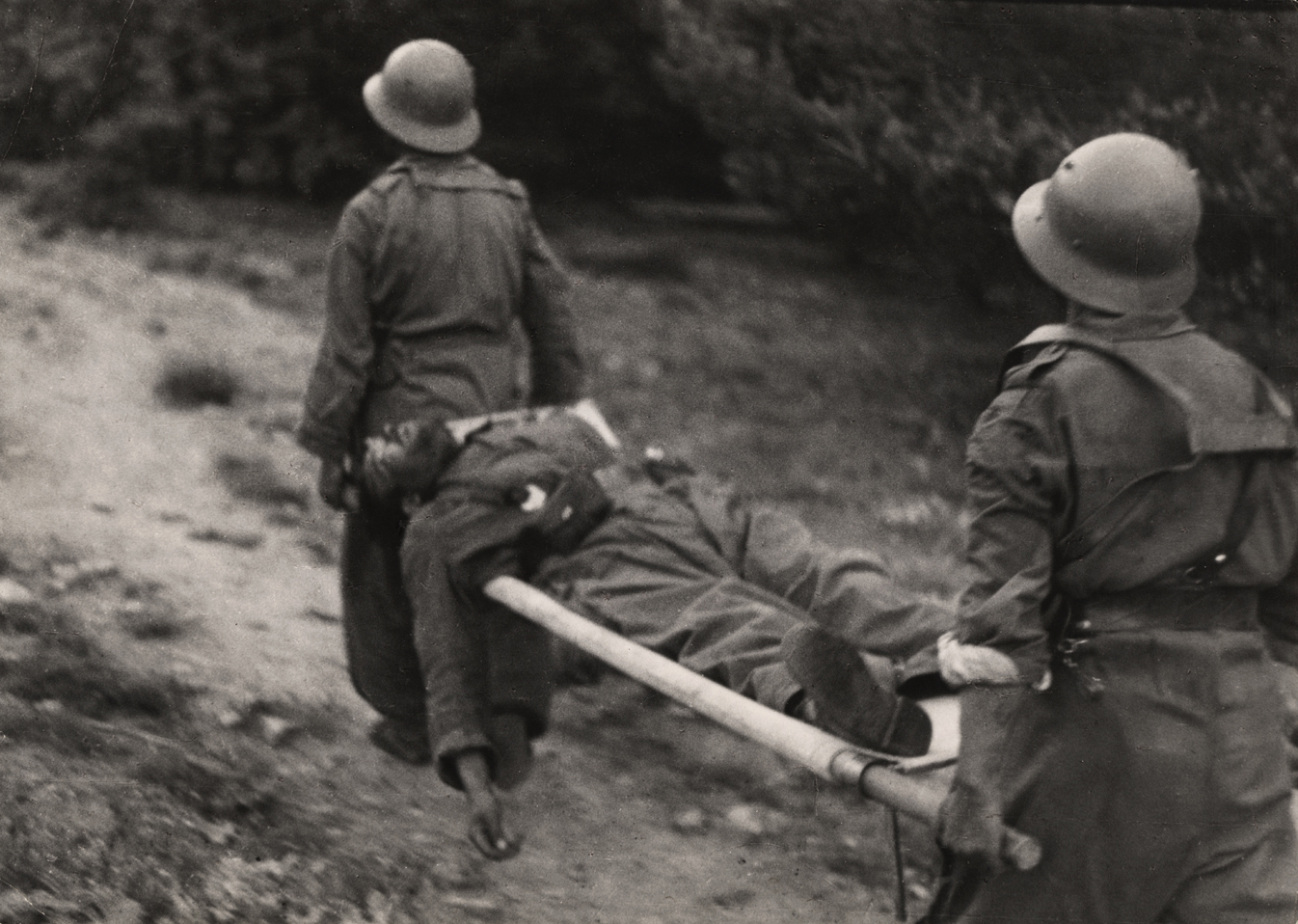
Республиканские солдаты. 1937
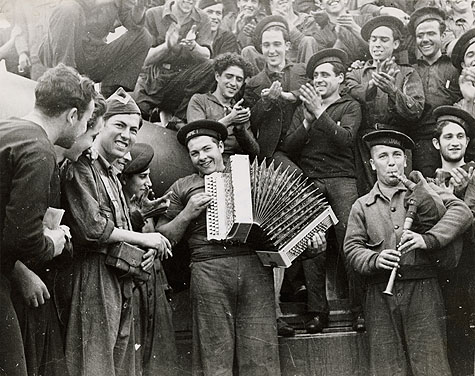
Республиканские моряки. 1937
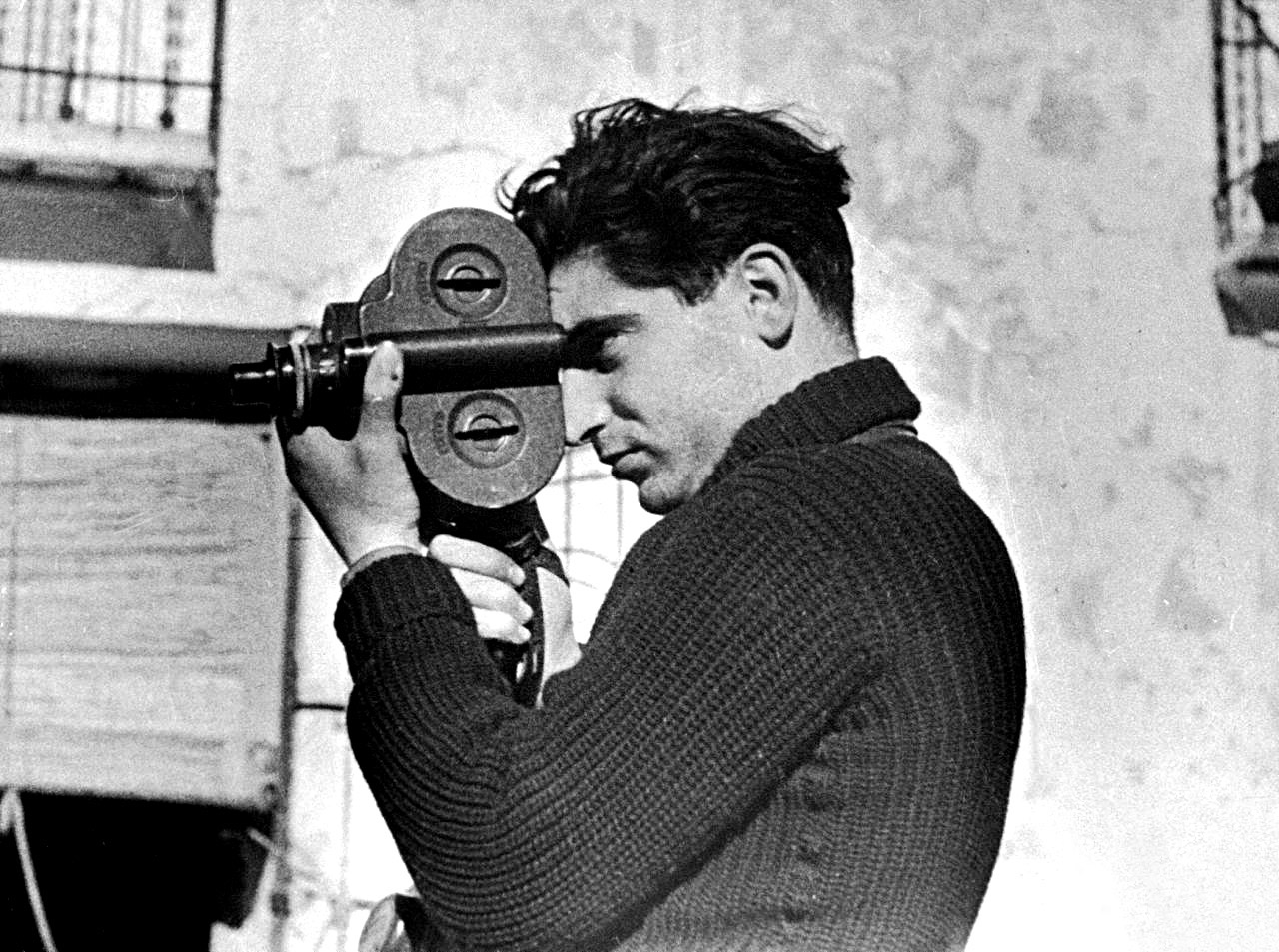
Роберт Капа. 1937